# Olivier Henry
Olivier P.E. Henry, né le 24 octobre 1972 à Gosselies dans une famille d'enseignants, est un homme politique belge wallon, membre du PS. Il est le fils de Jean-Pol Henry.
Il est licencié en sciences commerciales. Il commence sa carrière au Crédit communal, puis devient en 1999 conseiller budgétaire dans le cabinet ministériel de Jean-Claude Van Cauwenberghe. En 2002, il entre comme analyste et gestionnaire financier à l’Agence wallonne des Télécommunications. En 2003, il est détaché comme secrétaire au cabinet d’Elio Di Rupo, alors ministre-président wallon, jusqu’en 2007. En 2009, il devient collaborateur au cabinet du ministre Paul Magnette. Suppléant de Rudy Demotte, il devient parlementaire en 2010.

## Carrière politique
- Conseiller communal à Fleurus
- Député fédéral:
  - depuis le 6 juillet 2010 au 25 mai 2014 en remplacement de Rudy Demotte, ministre-président wallon.
  - depuis le 24 mai 2018 en remplacement de Eric Massin.